# 葛洲堂

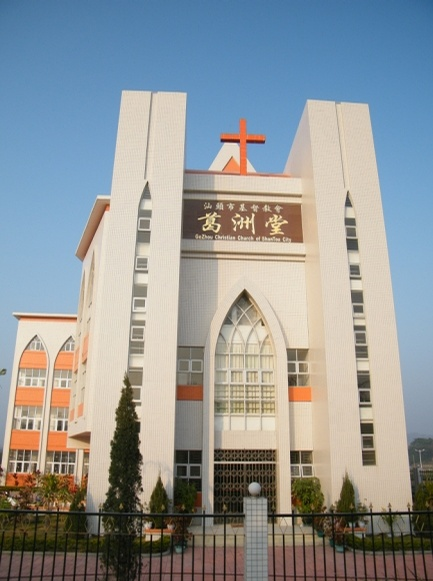
葛洲堂

葛洲堂  全称汕头市基督教会葛洲堂。位于汕头市濠江区葛洲濠洲路旁咸地仔。原有礼拜堂建于1936年，新堂则于2007年1月6日奠基，并于2007年12月31日竣工。由汕头市第二建筑设计院设计施工图纸，四层，占地2384平方米。